# Хулиа Наваро
Хулиа Наваро (на испански: Julia Navarro) е испанска писателка и журналистка.

## Биография
Родена е на 8 октомври 1953 г. Тя е дъщеря на испанския журналист Фелипе Наваро. След написването на книги, базирани на настоящи афери и политики, тя публикува първия си роман „La Hermandad de la Sábana Santa“, който влиза в списъка с бестселъри за Испания и света.
Наваро е журналист от 1983 г. Тя е работила за испанските медии Cadena SER, Cadena Cope, Telecinco, Canal Sur, and OTR Agency/Europa Press. Започва своята професионална кариера, когато Испания е в процес на преминаване към демокрация. Понастоящем тя е политически анализатор за OTR Agency/Europa и често редактор на политически проблеми за Escaño Cerol. От 2010 – 2011 г., тя участва в политическа кръгла маса за дискусии в телевизионна програма на Telemadrid network.
Романите на Наваро са преведени на повече от тридесет езика. Тя е наградена с наградата Premio Qué Leer за най-добър испански роман, VIII награда на Lectores de Crisol, Premio Ciudad de Cartagena, Premio Pluma de Plata de Bilbao, Premio Protagonistas de Literatura и Premio Más que Música de los Libros.

## Произведения

### Самостоятелни романи
- La Hermandad de la Sábana Santa (2004)
- La Biblia de barro (2005)
- La sangre de los inocentes (2007)
- Dime quién soy (2010)
- Dispara, yo ya estoy muerto (2013)
- Historia de un canalla (2016)
- Tú no matarás (2018)